# Trachyphonus
Trachyphonus é um género de ave piciforme da família Lybiidae, que compreende seis espécies de barbaças.
Este género contém as seguintes espécies:
- Barbaças-de-bico-amarelo (Trachyphonus purpuratus)
- Barbaças-de-poupa (Trachyphonus vaillantii)
- Barbaças-de-cabeça-vermelha (Trachyphonus margaritatus)
- Barbaças-perlado (Trachyphonus erythrocephalus)
- Barbaças-marmoreado (Trachyphonus darnaudii)
- Barbaças-do-serenguéti (Trachyphonus usambiro)